# Terri Delmonico
Pour les articles homonymes, voir Schuester.
Terri Delmonico Schuester est un personnage de fiction de la série télévisée américaine Glee, créée par Ryan Murphy, Brad Falchuk et Ian Brennan. Elle est interprétée par Jessalyn Gilsig et doublée en français par Rafaèle Moutier.
Femme de Will Schuester, dans la saison 1, elle sent que son mariage est menacé par l'engagement de son mari à cause du Glee Club et Emma Pillsbury et ne reculera devant rien pour préserver son mariage : à la suite de son désir d'avoir à un enfant, elle a eu une grossesse nerveuse, alors elle décide avec sa sœur Kendra, d'adopter le bébé de Quinn Fabray qui est tombée enceinte de Noah Puckerman.

## Saison 1
Terri est l'épouse du directeur du Glee Club, Will Schuester. Se croyant enceinte, Terri pousse Will à quitter son emploi en tant que professeur d'espagnol au lycée William McKinley, afin de prendre un emploi mieux rémunéré en tant que comptable. Elle découvre plus tard qu'elle fait une grossesse nerveuse, mais elle le cache à Will de peur qu'il la quitte. Elle confie sa déception à sa sœur Kendra et Terri se rapproche de Quinn Fabray afin d'adopter son bébé. 
Elle devient brièvement l'infirmière de l'école afin de garder un œil sur Will, car elle pense qu'il pourrait la tromper avec Emma Pillsbury, mais elle est virée de son poste par le Principal Figgins car elle donnait aux membres du Glee Club de la drogue. Dans l'épisode Promotions matelas, Will découvre enfin la ruse de Terri quand il découvre son faux ventre dans un tiroir. Il se met en colère et pense à divorcer. Terri commence à faire une thérapie, découvre que Will ne l'aime plus et la quitte. Plus tard, dans Hell-O, Terri retourne pour avertir Emma qu'elle ne va pas renoncer à Will et révèle également que la chanson sur laquelle elle a dansé avec Will était celle de leur bal de Promo. En dépit de cette tentative de sabotage, Terri et Will divorcent. 

### Duo/trio/quatuor et + ou duo/trio/quatuor et + avec les New Directions ou autres
- Loser (Beck)  avec Homard Bamboo,Finn Hudson,Noah Puckerman et Sandy Ryerson (choristes : les clients de La Fête de la couette)

## Saison 2
Au début de la deuxième saison, Terri repense toujours à Will. Elle est scandilisée quand elle le voit avec Emma Pillsbury dans sa nouvelle voiture, et pousse Emma à partir afin d'entamer une discussion avec Will. Terri lui dit de ramener cette voiture chez le concessionnaire, parce qu'il ne peut pas se le permettre. Avant de partir, elle dit qu'Emma va briser le cœur de Will de nouveau et il va revenir vers elle. Dans Chantons sous la pluie, Terri retourne pour prendre soin de lui. Le lendemain, quand elle le voit avec Holly Holliday dans son appartement, avec une bière, elle devient inquiète et fait plusieurs commentaires désagréables à Holly. Mais après Terri s'excuse, Will lui dit que c'est fini. Terri dit qu'elle le regrettera et claque la porte. Dans l'épisode La ligue des Bourreaux, Sue Sylvester recrute Terri pour sa ligue afin de détruire les New Directions. Dans Quatre solos et un enterrement, Terri réussit à saboter le voyage du Glee Club qui prévoyait d'aller à New York mais arrange ça et dit à Will qu'elle a été promue directrice au magasin de La Fête de la couette à Miami.